# Comptoir Lyon-Alemand, Louyot et Cie
Le Comptoir Lyon-Alemand, Louyot et Cie (CLAL) fut une importante société française spécialisée dans le traitement des métaux précieux (or, argent, platine...) et plus généralement, les métaux non ferreux.
En 1996 elle est fusionnée avec la société  Cookson Métaux Précieux et radiée du registre du commerce.

## Historique

### Du début duXIXesiècleà la fin des années 1920
La Société Veuve Lyon-Alemand et fils a été créée en 1834 sur la base du comptoir d'affinage des métaux précieux créée par M. Lyon et mademoiselle Alemand en 1800. Elle devient Comptoir Lyon-Alemand (CLA) en 1871 et est transformée en société anonyme en 1880. Elle a acquis successivement des usines à Paris (rue de Charenton et rue de Lagny), à Vienne et à Villeurbanne. Par la suite, elle étendra ses implantations en France et à l'étranger, avec en particulier une usine près du Caire, en Égypte. Une activité secondaire du comptoir Lyon-Alemand concernera les opérations de banque et les participations industrielles à travers la Compagnie Technique et Financière (créée en janvier 1922), propriété du CLA. Cette activité sera rachetée par la Banque nationale de Crédit (BNC) à la fin de l'année 1923.
En parallèle, voici la chronologie de la maison Louyot, dont l'initiale (L) complétera le "CLA", pour devenir "CLAL", en 1957.
- 1787 : première industrialisation du site. Le Sieur HODAN construit le moulin à blé du Pont CROQUET.
- 1836 : le comte de RIBES construit une deuxième roue pour la fabrication de sucre de betterave de noir animal.
- 1864 : M. ALPHEN crée sur le site une manufacture d'orfèvrerie ; origine de la vocation métallurgique de Bornel.
- 1888 : M. Émile LOUYOT (1854-1944) fonde sa société à Paris.
- 1893 : la Société française des métaux (SFM) achète l'usine ALPHEN.
- 1895 : la société LOUYOT s'implante à Bornel par l'acquisition de l'usine de la SFM.
- 1917 : agrandissement de l'usine de Bornel rue Gambetta et rue Jeanne-d'Arc.
- 1926 : déplacement de la fonderie sur le site actuel en face de la gare.
- 1929 : transfert de l'activité de laminage sur le nouveau site, construction de deux halls.
- 1953 : construction de bureaux, laboratoire...
- 1957 : fusion avec le CLA pour former le Comptoir Lyon-Alemand, Louyot et Cie ou CLAL.
- 1967 : construction d'un hall de laminage à chaud.
- 1969 : construction d'un atelier de cisaillage.
- 1974 : l'extension se poursuit : nouveaux magasins métaux fonderie et hall emballage expédition.
- 1984 : regroupement des services commerciaux de Paris sur le site de Bornel.
- 1988 : première étape du transfert de la tréfilerie, dernière activité restante sur le site d'origine.

### De la fin des années 1920 à l'année 1932
En 1927, le directeur du Comptoir Lyon-Alemand, André Vincent, dont le groupe comprend alors une cinquantaine de sociétés, est nommé président de la Banque nationale de Crédit. Les affaires se développent rapidement. Au début des années 1930, la crise mondiale fait sentir ses effets en France. Une crise de confiance s'installe à la suite de la défection de certains industriels dont la BNC avait cherché l'appui. De plus, la BNC a consenti d'importants prêts au Comptoir Lyon-Alemand dont elle est solidaire et une confusion s'est installée entre les comptes des deux sociétés. La situation empire en 1931 et entraine la liquidation de la BNC en avril 1932 et celle du Comptoir-Lyon-Alemand.

### De 1932 à 1945
La dette du Comptoir Lyon-Alemand fit l'objet d'un concordat avec les créanciers le 16 juin 1932. Mais ce concordat n'ayant pu être réalisé, il sera annulé par la création, le 6 octobre 1936, de la Société nouvelle du Comptoir Lyon-Alemand qui recevra en apport tous les éléments de l'actif se rapportant à l'industrie et au commerce des métaux précieux. On oubliera le mot "nouvelle" et la société reprendra son nom d'origine. Quant à la BNC, ses actifs sains seront transférés dans une nouvelle institution, la Banque Nationale pour le Commerce et l'Industrie (BNCI), ancêtre de la Banque nationale de Paris (BNP).

### De 1945 à 1965[3]
Le 1er juillet 1948, les établissements Marret-Bonnin-Lebel et Guieu dont la fondation remontait à 1910 apportent au CLA leurs activités industrielles et commerciales, leur usine de Noisy le Sec qui en dehors des métaux précieux travaillait le nickel, le cuivre et leurs alliages ainsi que le tungstène. Le CLA devient alors le Comptoir Lyon-Alemand et Marret-Bonnin-Lebel & Guieu réunis.
Le 1er janvier 1957, à la suite de l'apport effectué par les établissements Louyot, spécialisés dans les fabrications de métaux non ferreux, la société prend une part prépondérante sur le marché des nickel et des alliages de nickel. Elle prendra alors le nom de Comptoir Lyon-Alemand, Louyot ou CLAL.

En 1960, le CLAL est une société anonyme au capital de 20.000.000 de nouveaux francs (1960) dont le siège social est situé 13 rue de Montmorency à Paris 3e. C'était déjà l'adresse du siège au début du XXe siècle. Il est occupé par les services commerciaux et administratifs. Le CLAL possède également des succursales à Paris, Lyon, Toulouse, Marseille. Les effectifs de la société se montent à 1600 personnes dont 250 ingénieurs et techniciens qualifiés auxquels il faut ajouter environ 400 personnes dans les fonctions administratives, commerciales et les laboratoires.
Le CLAL dispose de deux usines en région parisienne et trois usines en province :
- Usine rue de Lagny à Paris : d'une superficie de 5 150 m2, cette usine est spécialisée dans l'affinage des métaux précieux (or, argent, platine) et les matières de récupération (bijoux, argenterie, pièces démonétisée). Elle produit également des sels de métaux précieux utilisés pour les fabricants de surfaces sensibles et les miroiteries.
- Usine de Noisy-le-Sec : cette usine de 33 000 m2 est issue du transfert de l'usine située rue de Charenton à Paris. Elle possède de nombreux laminoirs, des presses à filer, des fonderies électriques, des métiers à tisser les métaux précieux. Elle est également équipée pour le traitement du tungstène à tous ses stades.
- Usine de Bornel (Oise) : cette usine de 46 000 m2 possède des fonderies et des équipements de laminage pour le travail du cuivre et du nickel, ainsi que leurs dérivés et alliages.
- Usine de Vienne (Isère) : cette usine de 12 000 m2 est équipée pour le traitement des cendres et des déchets ou autres résidus contenant des métaux précieux. Elle comporte des ateliers électrolytiques pour le traitement de poudres de cuivre employées dans la conception de pièces frittées. Elle prépare également des revêtements pour les moulages dentaires et industriels ainsi que le traitement des masses catalytiques au platine utilisées dans l'industrie du pétrole.
- Usine de Villeurbanne (Rhône) : cette usine d'environ 10 000 m2 est spécialisée dans le tréfilage de fils très fins et lames d'or, d'argent, de cuivre doré ou argenté.

### De 1965 à 1995
Une puissante organisation industrielle. En France et dans les filiales européennes, 3500 personnes affinent les métaux précieux et fournissent à des industries très diverses les demi-produits en bandes, fils, barres, plaques, etc. dont elles ont besoin. Les usines chimiques fabriquent les sels et les catalyseurs. Les bureaux d'études mettent au point des composants spécifiques qu'utilisent les industries électriques, électroniques, aéronautiques ou les technologies les plus avancées. Les métaux précieux ou les alliages de nickel-cuivre peuvent leur apporter une réponse de fiabilité en tout milieu et dans toutes les conditions.
ORGANISATION INTERNATIONALE :
- CLAL à Paris (Siège)
- CLAL/MSX à Bornel
- KLEIN en Suisse
- LYON ALEMAND Italia
- AEDELMETAL au Danemark
- PENNELLIER en Grande Bretagne
- CLAL GMBH en Allemagne
- H.DRIJFHOUT et ZOON'S en Hollande
- WISCO en Espagne
- NICUFER METALS en Australie

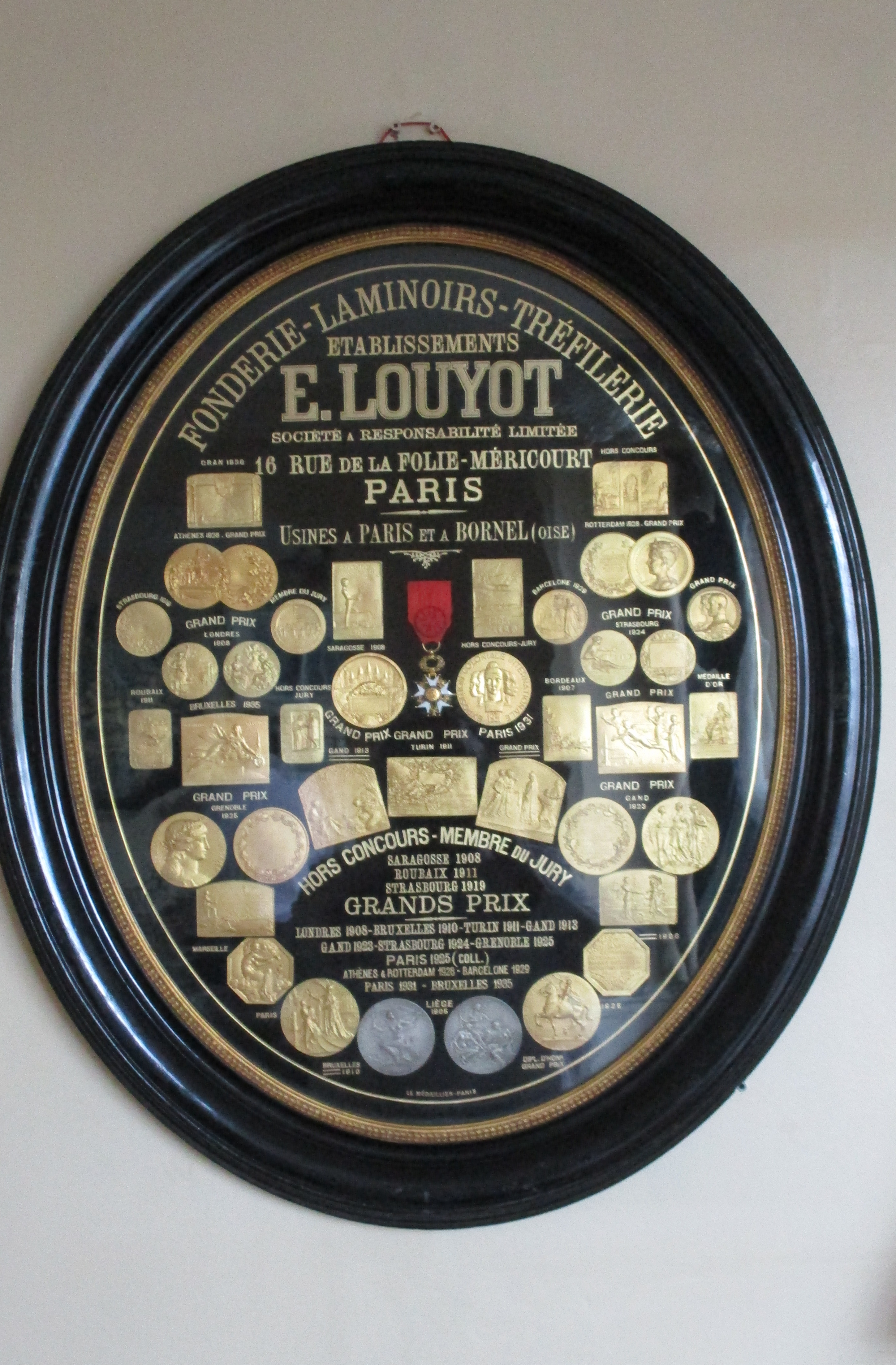
Le magnifique Tableau de Recompenses des Fonderies Louyot (collection privée)

- MAC en Californie et en Pennsylvanie
- S.EINSTEIN SACIF en Argentine

### De 1995 à 2000
Le CLAL est racheté par le groupe FIMALAC en 1990. En 1995, une joint venture est créée entre le CLAL et l'entreprise nord américaine Engelhard.
La partie or apprêté est cédée au groupe anglais Cookson en 2000, création de la division platine apprêté avec appellation PLATECXIS alors que CLAL MSX se spécialise dans les autres métaux non ferreux.
1996 : la société est radiée du registre du commerce.
Dans les années 2000, CLAL intègre le groupe Cookson, leader mondial de la transformation des métaux précieux. Et devient Cookson-CLAL.
En juin 2013, Cookson-CLAL intègre le groupe Allemand Heimerle + Meule, fondé en 1845 et dont le siège social est basé à Pforzheim.
Spécialiste de l’affinage de métaux précieux (or, argent, platine, palladium), producteur de métaux apprêtés pour la bijouterie (demi-produits, apprêts, alliances), de composants électriques et électroniques, de produits chimiques et de galvanoplastie. Heimerle + Meule a aussi des activités dans les alliages dentaires ainsi que l’or et l’argent d’investissement (lingots et lingotins).
Cookson-CLAL couvre aujourd'hui les métiers liés à la bijouterie, aux métiers d'art ou à l'industrie et globalement aux métaux précieux sur le marché français et francophone.

## Activités
Au cours du temps, les activités du CLA, du CLAL, d'Engelhard-CLAL puis de Cookson-CLAL, ont couvert les domaines suivants :
INDUSTRIE :
- L'électrotechnique :
  - Matériaux précieux de contact : Argelec, Orélec, Palladec, Platelec.
  - Matériaux de support : bronze, maillechort, cuprofor.
- Le décolletage : Maillechort et bronzeau plomb, Arcap (nom commercial provenant de André Caperon, d'un certain maillechort fabriqué à l'usine de Bornel).
- L'électronique : poudres de métaux précieux, peintures et plaques conductrices, brasures spéciales à base d'or, de palladium ou d'argent.
- Les techniques de liaison : brasures Agecla à l'argent et Phoscla au phosphore, en fils, baguettes, laminés, préformes, poudres et pâtes, flux, machines à braser.
- La mesure de température : thermosondes à fil platine sous verre ou céramique, thermosondes plates, souples ou rigides, thermosondes de très haute précision, thermosondes Pt/Pt-Rh,u constantan.
- l'industrie du verre : demi-produits et chaudronnerie industrielle en platine. Filières pour l'industrie verrière.
- La chimie, les matériels de laboratoire : catalyseurs argent ou platine, toiles de platine-rhodium, creusets, capsules, électrodes, sels de métaux précieux.
- La lunetterie : fils et produits drageoirs, branches, ponts et charnières ; en doublé or, en cupronickel ou maillechort.

MÉTIERS D'ART :
- La bijouterie-joaillerie.
- L'orfèvrerie.
- Les pierres précieuses.
- Les sels de métaux précieux.
- La passementerie.
- Les monnaies et médailles.
- Le domaine dentaire.
- Les matériels et fournitures (Joliot).